# VIVA Zwei
A VIVA Zwei egy német zenei televíziós csatorna, mely a német VIVA társadója volt. A csatorna 1995. március 21-én indult, és elsődlegesen a 25 év feletti korosztályt célozta meg műsoraival. Később a fiatalabb generáció is megkedvelte a csatornát. 2002. január 7-én a csatornát a VIVA Plus váltotta.

## Története
A VIVA Zwei (VIVA II) csatorna 1995. március 21-én, pontban déli 12 órakor kezdte meg adását sugározni, 11 nappal a VH-1 Germany indulása után. Mint ahogyan az MTV a VIVA versenytársa lett, úgy a VH-1 is versenybe szállt a VIVA kettes csatornájával.
A csatorna olyan, máshol nem látható zenei videókat mutatott be, melyek legfőképpen a fiatal felnőtteket célozták meg, így a nézettség később elérte a 65%-ot. A program igazgatója Steve Blame volt, aki korábban az MTV Europe csatorna egyik hírolvasója és műsorvezetője is volt.
A VIVA II logóját a német Art Directions Club tervezte, mely indulástól egészen 1996-ig volt a csatorna logója. A változás után a bal alsó sarokban egy kereszt volt a csatorna jele, melynek egyik sarkában az éppen aktuális műsor neve volt látható.
Az új arculat megváltoztatás után a nézőszámot, valamint a fiatalabb korosztályt akarták megnyerni, így műsorstruktúrájukban már nem csak régi, hanem aktuális friss videóklipeket is vetítettek. A játszási listákban a régebbi videók a műsorok mintegy 30%-át tette ki, a többi új, aktuális videókból állt.
1996. július 4-én elindult a Teletext szolgáltatás is. A Teletext elindulásával egyidőben lehetővé tették, hogy a műsorok alatt a böngésző átlátszó panelként is meg tudja jeleníteni a text-et, így nem zavarva őt a tévénézésben. Ezt később más műsorszolgáltatók is átvették, akik többnyire a 111-es text lapon jelenítették meg a műsorújság átlátszó paneljét.

## Megszűnés oka
A csatorna 2001-re egyre népszerűbb lett, viszont a csatorna fenntartója, a Time Warner pénzt veszített, és nem volt elég pénz arra, hogy a csatorna fenn maradjon, így 2001 nyarán bejelentették a csatorna megszűnését.
A csatornát 2002 január 7-én váltotta a VIVA Plus, annak reményében, hogy több pénzt hoz majd a konyhára mint korábbi társa, mely mind célközönségben, mind pedig zenei stílusban hozta a változásokat. A csatorna többnyire zenei videókat, valamint Top listákat, hiphop műsorokat, illetve még a VIVA Zwei csatornán futott Charlotte Roche talk show műsora 1999-2001 között, majd átköltözött a VIVA csatornára 2002-ben, majd 2005-ben megszűnt. A VIVA Plus szintén anyagi gondokkal küzdött, míg 2007-ben végleg megszűnt. A VIVA Plus által befutott Get The Clip kívánságműsor 2014-ben sugárzott utoljára a VIVA-n, majd a műsor szerkesztője megpróbálkozott im1 zenecsatornán újraéleszteni a műsort, át is nevezték a csatornát im1 HITS-re. Pár hónap sugárzás után megszűnt a csatorna.

## Vételi lehetőségek
Az indulástól a megszűnésik az Astra 19.2°-on sugárzott FTA-n. A csatorna 2001. február 1-jén a Hotbird kelet 13° -on kapott pozíciót, így a 2000-es évek elején több mint 24 millió háztartásban volt fogható. Magyarországon szintén fogható volt az UPC Direct műholdas kiosztásában.

## Műsorok
- 2Dark
- 2New
- 2Rock
- 2Rock Charts
- 2Step
- 90's Backspin
- A. M.
- Airplay Charts
- Blue
- Connex
- Deep
- Downtown
- D-Tonal
- Electronic Beats
- F. M.
- Fast Forward
- Geschmackssache
- H.
- Jam
- Kamikaze
- LP Charts
- Massiv
- Minh-Khai & Friends
- Moon
- Move
- Mr.Explosion
- Neuigkeiten
- Noon
- Overdrive
- P. M.
- Pop
- Popp TV
- PVG
- Red
- Shockwave
- Sleepless
- Sneak Preview
- Soja
- Sunny Side Up
- Supreme
- The Flow
- Trendspotting
- Twelve
- UK Charts
- UK/US Charts
- US Charts
- Vinyl
- Vinyl-X-Tra
- Virus
- Wah²
- Zelluloid
- Zone 2
- Zwei
- Zwobot

## Műsorvezetők
| - Götz Bühler - Rocco Clein - Dirk Dresselhaus (alias Schneider TM) - Katja Giglinger - Simon Gosejohann - Markus Kavka - Ill-Young Kim | - Tanja Mairhofer - Markus Meske - Nils Neumann - Minh-Khai Phan-Thi - Charlotte Grace Roche - Niels Ruf - Falk "Hawkeye" Schacht | - Patrick Sommer - Herbert Sinkó - Zwobot - Axel Terporten - Christof Arnold - Nkechi Madubuko - Jan Weiter |